# Polyplocia
Polyplocia is een geslacht van haften (Ephemeroptera) uit de familie Euthyplociidae.

## Soorten
Het geslacht Polyplocia omvat de volgende soorten:
- Polyplocia campylociella
- Polyplocia orientalis
- Polyplocia vitalisi